# Jerzy Pilikowski
Jerzy Pilikowski (ur. 1952) – polski historyk, nauczyciel dyplomowany i pisarz.

## Życiorys
Absolwent historii na Uniwersytecie Jagiellońskim (1977). Uczył historii, wiedzy o społeczeństwie oraz prowadził fakultet humanistyczny (historia, politologia, elementy filozofii, historii sztuki i geografii kulturowej). Jest autorem podręczników oraz programów nauczania historii i wiedzy o społeczeństwie, słowników, opowieści historycznych oraz książek popularnonaukowych.
W 2000 został odznaczony Medalem Komisji Edukacji Narodowej.

## Wybrane publikacje książkowe
- Historia Polski 1795-1864, 1992[1]
- Historia Polski 1865-1918, 1992[1]
- Szkolny słownik historyczny, 1999 (wznowiony jako Słownik szkolny. Historia, 2005)[1]
- Szkolny słownik historii Polski, 2000 (wznowiony jako Słownik szkolny. Historia Polski, 2007)[1]
- Historia do 1815 roku. Niezbędnik dla szkół średnich, 2005[1]
- Historia 1815-2001. Niezbędnik dla szkół średnich, 2005[1]
- Słownik historii świata. Fakty i komentarze, 2005[1]
- Słownik szkolny. Wiedza o społeczeństwie, 2003 (ISBN 978-83-73-89403-7)
- Podróż w świat historii Polski, 2010[2]